# Or Israelov
Or Alon Israelov (hebreo: אור אלון ישראלוב; Shoham, 2 de septiembre de 2004) es un futbolista israelí que juega como defensa en el G. D. Estoril Praia de la Primeira Liga.

## Estadísticas

### Clubes
Actualizado al último partido disputado el 6 de mayo de 2023.
| Club                         | Div.          | Temporada     | Liga  | Liga  | Copas nacionales | Copas nacionales | Copas internacionales | Copas internacionales | Total | Total |
| Club                         | Div.          | Temporada     | Part. | Goles | Part.            | Goles            | Part.                 | Goles                 | Part. | Goles |
| ---------------------------- | ------------- | ------------- | ----- | ----- | ---------------- | ---------------- | --------------------- | --------------------- | ----- | ----- |
| Hapoel Tel Aviv F. C. Israel | 1.ª           | 2022-23       | 16    | 1     | 1                | 0                | —                     | —                     | 17    | 1     |
| Hapoel Tel Aviv F. C. Israel | 1.ª           | 2023-24       | 0     | 0     | 0                | 0                | —                     | —                     | 0     | 0     |
| Hapoel Tel Aviv F. C. Israel | Total club    | Total club    | 16    | 1     | 1                | 0                | 0                     | 0                     | 17    | 1     |
| Total carrera                | Total carrera | Total carrera | 16    | 1     | 1                | 0                | 0                     | 0                     | 17    | 1     |